# Arapaho
Arapaho je eno od pomembnejših plemen prerijskih Indijancev iz družine Algonquian, naseljeno v 19. stoletju ob rekah Platte in Arkansas. Leta 1780 jih je bilo okoli 3000 (po Mooneyju). Danes živijo na rezervatih Wind River Indian Reservation z Wind River Indijanci, njihovimi nekdanjimi sovražniki in v Oklahomi s Šajeni, kjer predstavljajo znatno večino v tako imenovanem plemenu Cheyenne-Arapaho.

## Ime
Ime Arapaho je prišlo od Pawnee imena 'tirapihu' ali 'larapihu', katerega pomen je 'trgovec' ali od Crow-naziva, ki pomeni 'Ljudje z veliko tetovažami'. Sami sebe Arapaho imenujejo Inűna-ina (ali 'naše ljudstvo'). Druga plemena jih poznajo pod različnimi imeni. 
Nekatera od teh imen razkrivajo nekatere njihove običaje. Indijance Arapaho so zaradi uživanja psov imenovali tudi Dog Eaters, verjetno je to prevod različnih domorodnih nazivov. Vemo, da so jih Caddo Indijanci imenovali Detseka'yaa ('jedci psov'), Šošoni in Komanči so imeli zanje ime Säretika, v istem pomenu. Pawnee in Wichita imena imajo iste pomene, tudi Kichai (njim sorodni) ime Ano's verjetno razkriva ta njihov običaj. Hidatsa Indijanci so jih imenovali E-tah-leh ali 'Bison-path Indians'. 
Pleme Šajeni, njim sicer sorodni, so jih imenovali Hitänwo'iv ('Oblačni narod') ali Sky men, Santee (plemena iz skupine Sioux) pa Mahpíyato ali 'Modri oblak'. Izjemno nevarni Kiowa Indijanci so jih posmehljivo imenovali Komséka-Ki`ńahyup ('moški z obrabljenimi gamašami'). To je 'narod v ponošenih gamaš /'nogavic'/ (to so predhodnice hlač, sestavljene iz dveh parov nogavic, z vrvicami pritrjenimi na pas. Indijanci so med nogami prenašali predpasnike in jih premetavali čez pas, da bi bili spolni organi zaščiteni. Kdor bi se spomnil zašiti predpasnike čez te nogavice, bi dobil sodobne hlače).

## Veje
- (1) Nákasine'na ('moški žajblja'; rastlina z aromatičnimi listi, spada mad Artemisie; žajbelj), Báachinena (pomen je morda 'moški rdeče vrbe'), Northern Arapaho /Severni Arapahosi/. Danes naseljeni z Wind River Indijanci v rezervatu Wind River v Wyomingu. Kroeber jih imenuje Hinanae'inan (pravi Arapaho). Pod prvima dvema imenoma so znani od ostalih plemen. Pomembno je tudi, da so jih Kiowa imenovali Sagebrush men, oziroma Tägyäko. Vsa ta imena nam razkrivajo floro območja, na katerem so prebivali Severni Arapahi. Prav tako so varovali svete plemenske predmete in so bili označeni z imenom 'matere plemena'.

- (2) Nawathinehena, Nanwaçinähä'änan, Nawathíneha, Náwunena, ali Southern Arapaho /Južni Arapaho/, zdaj živijo v Oklahomi s Šajeni (Cheyennes). Nawathinehena so bili imenovani od Nákasine'na z imenom 'Južnjaki'. Kiowe so jih imenovali Ähayädal, množinski naziv za divjo slivo. Hinono'eino, je skupina, ki so jo stari viri imenovali Arapaho lastni, danes pa tvorijo večino Južnih Arapahov.

- (3) Aä'ninena, Hitoune'nan, Hitúnena, Atsina, ali Gros Ventres, Gros Ventres of the Prairie (Veliki trebuh Prerije). To pleme se je ločilo od Arapahov, se osamosvojilo in danes živi v Montani. Pogosto so jih imenovali Big Bellies ('veliki trebuh'), naziv je bil dan tudi nesorodnemu plemenu Hidatsa, zato so bili pogosto zamenjani. Pleme Hidatsa (iz rodu Siouan) je bilo imenovano Big Belly of the Missouri ali Gros Ventre of the Missouri.

- (4) Bäsawunena, Bääsanwuune'nan (ali) Besawunena, ta veja Arapahov se je pridružila Severnim Arapahom, njihovo ime pomeni 'ljudje iz lesenih koč,' ali morda 'ljudje iz velikih koč'. Zanje se pravi, da niso iz rodu Arapahov, ampak neko drugo pleme, ki je bilo celo v vojni z Arapahi. Bäsawunena Indijanci so bili kasneje (pred približno 250 leti; morda v 18. stoletju) posvojeni od Severnih Arapahov. Njihov dialekt se je razlikoval od dialektov Arapahov. Swanton je med njimi odkril okoli 50 Basawunenov, nekaj jih je bilo še v drugih skupinah Arapahov.

- (5)Hánahawunena, Hananaxawuune'nan ali Aanű'nhawa so se prav tako pridružili Severnim Arapahom. Njihovo ime pomeni ('skalni ljudje' po Kroeberju). Tudi oni so živeli med Severnimi Arapahi, praktično so izginili.

Kroeber omenja še eno skupino Arapahov, vendar je bilo njihovo ime že pozabljeno.

## Zgodovina
Po tradiciji so bili Arapahi nekoč stalno naseljeno pleme, ki je živelo v dolini reke Red River (Severna Dakota in Minnesota), nekoč so se spomnili in se odpravili proti jugozahodu čez Misuri. Na tej poti se je del njih ločil, to so Gros Ventre ali Atsina, do razkola je morda prišlo zaradi Vran (Crow Indijancev), ki so se premikali proti severu in jim presekali pot. To se je zgodilo nekje konec 1600-ih let, saj se v zgodnjih 1700-ih združijo z Blackfoot Indijanci. Arapahi so se v 19. stoletju razdelili na dve skupini, Severno in Južno. Severni so se naselili na območju Platt], Južni pa so nadaljevali pot proti reki Arkansas. Leta 1840 so Arapahi sklenili mirovno pogodbo s Siouxi, Kiowami in Komanči ter se vojskovali s Šošoni, Juti in Pawnee Indijanci, obvladali so jih šele z zapiranjem v rezervate. S pogodbo v Medicine Lodge leta 1867 so bili Južni Arapahi nameščeni v Oklahomi z Južnimi Šajeni (Southern Cheyennes). Zemlja je bila zdaj odprta za naseljevanje belega prebivalstva. Severni Arapahi so bili kasneje nameščeni v rezervat Wind River v Wyomingu, kjer živijo še danes. Odcepljeni Gros Ventre so se po potepanju med rekama Misurijem in Saskatchewanom pridružili Assiniboinom v rezervatu Fort Belknap v Montani.

## Življenje Arapahov
Arapahi so bili nomadsko ljudstvo, živeli so v tepee (ali tipi)-šotorih, bizon pa jim je zagotavljal skoraj vse, kar so potrebovali za življenje. Znali so tudi trgovati s plemeni Arikara in Mandan, ki so bili znani kot pridelovalci koruze, s tem izdelkom so se pri njih oskrbovale tudi druge nomadske skupine.
Arapahi so bili religiozno ljudstvo. Najsvetejša stvar na svetu jim je Flat Pipe, ploščata pipa, ki jo postavljajo celo nad sonce. Njen čuvaj jo je nosil kot sveti tovor in hodil obkrožen s stražo. Njegovo ime je 'tisti, ki pokriva pipo'. Nosač pipe da znak, ko je konec potovanja. Indijanci ponoči postavijo krog okoli šotora, kjer pipa 'prenoči'. Ta pipa je še vedno v lasti plemena Severni Arapaho in po E. Lips so jo oči belcev videle le dvakrat, to je bilo leta 1898, ko jo je videl Mooney, drugi belec pa je bil Carter (1938.). Pipi Indijanci še danes prinašajo žrtve v hrani. Koruzni storž, kamnita želva in Flat Pipe so v posesti Arapahov (po njihovem verovanju) od začetka sveta.
Kot nomadi so Arapahi poleti sledili čredam bizonov, bili so mojstri v lovu na te velike živali. Z mešanjem bizonovega mesa z nekaterimi zelišči in začimbami so dobili trajno konzervirano hrano, znano kot pemmican. Pemmican se je shranjeval v usnjenih torbah parfleche. Oblačila Arapahov so bila iz jelenje ali losove kože, sestavljena so bila iz predpasnikov in 'leggings' (nogavic). Enkrat letno so se skupine Arapahov srečale in priredile znano prerijsko slovesnost Sun Dance (Ples sonca), slovesnost je trajala 8 dni in je bila predhodnik velikemu poletnemu lovu na bizone. Skupine so postavile svoje šotore v krog, odprti vhodi v šotor pa so gledali proti Vzhodu, od koder prihaja Sonce. Glavni šotor, v katerem se je izvajal obred Sun Dance, je stal v središču tabora. Med slovesnostjo so se izvajale obredne mučenja nad 'plesalci', ki niso smeli kazati nobenih znakov bolečine, posledica bi bila strašna, saj bi bil izpostavljen posmehu žensk. Arapahi so bili poligamno ljudstvo, mož se je imel pravico poročiti s svojimi sestrami, takoj ko so te postale zrele za poroko. Nadomestila zanje ni moral plačevati.
- Arapaho
- Ženske gamaše (nogavice) in mokasinke Južnih Arapaho Indijancev, Oklahoma, 1910.
- Poglavar Arapaho, 1898
- Črni Vidra, Arapaho, 1898
- Freckle Face, ženska Arapaho, 1898
- Beli Bivol, Arapaho, 1898
- Rumena Sraka, Arapaho
- Stoječi Los, Arapaho, 1900
- Črni Konj, Arapaho
- Zastava naroda Arapaho, Wyoming